# Hrabstwo Conejos

Piramida wieku hrabstwa

Hrabstwo Conejos (ang. Conejos County) – hrabstwo w południowej części stanu Kolorado w Stanach Zjednoczonych. Siedzibą administracyjną hrabstwa jest Conejos. 

## Demografia
Według spisu z 2020 roku hrabstwo liczyło 7,5 tys. mieszkańców, w tym 51,7% było Latynosami, a 4% rdzenną ludnością Ameryki.
Hrabstwo posiada najwyższy odsetek mormonów (28,4% w 2010 r.) w stanie Kolorado, mimo to największą grupą są katolicy (42,5% w 2010 r.).

## Miasta
- Antonito
- La Jara
- Manassa
- Romeo
- Sanford

## CDP
- Conejos
- Capulin